# Saint-Félix-de-Lunel
Saint-Félix-de-Lunel è un comune francese di 400 abitanti situato nel dipartimento dell'Aveyron nella regione dell'Occitania.

## Società

### Evoluzione demografica
Abitanti censiti